# Distichopora serpens
Distichopora serpens is een hydroïdpoliep uit de familie Stylasteridae. De poliep komt uit het geslacht Distichopora. Distichopora serpens werd in 1942 voor het eerst wetenschappelijk beschreven door Broch. 